# Campylocentrum tyrridion
Campylocentrum tyrridion är en orkidéart som beskrevs av Leslie Andrew Garay, Galfrid Clement Keyworth Dunsterville och Ernesto Foldats. Campylocentrum tyrridion ingår i släktet Campylocentrum och familjen orkidéer. Inga underarter finns listade i Catalogue of Life.